# Сен-Мартен-де-Кастийон
Сен-Мартен-де-Кастийон (фр. Saint-Martin-de-Castillon) — коммуна во французском департаменте Воклюз региона Прованс — Альпы — Лазурный Берег. Относится к кантону Апт.

## Географическое положение

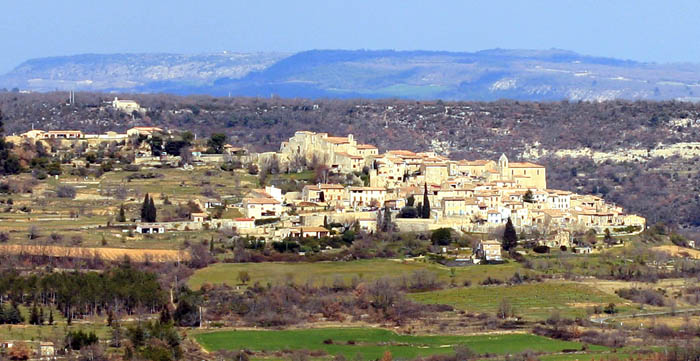
Вид на Сен-Мартен-де-Кастийон

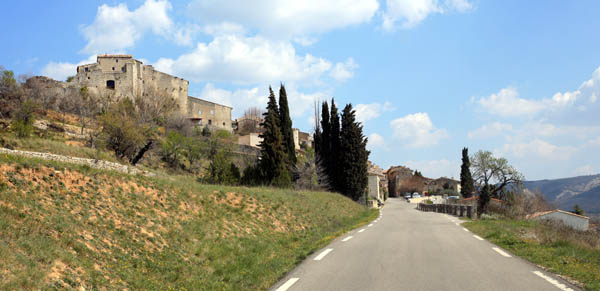
Дорога в Сен-Мартен-де-Кастийон

Сен-Мартен-де-Кастийон расположен в 60 км к востоку от Авиньона. Соседние коммуны: Вьян на северо-востоке, Серест на востоке, Кастелле и Орибо на юго-западе, Сеньон и Апт на западе.
Коммуна находится в горах Воклюза напротив горы Гран-Люберон.

## Демография
Население коммуны на 2010 год составляло 751 человек.
| 1962 | 1968 | 1975 | 1982 | 1990 | 1999 | 2010 |
| ---- | ---- | ---- | ---- | ---- | ---- | ---- |
| 380  | 387  | 449  | 528  | 526  | 559  | 751  |

## Достопримечательности
- Остатки крепостных сооружений, круговая башня, ворота.
- Развалины старого Кастийона и замка д’Агуль XI века.
- Церковь Вознесения романского происхождения, переделана в 1820 году, статуя Христа XVI века.
- Часовня белых пенитенциаров, романские ворота.
- Часовня XIX века.
- Часовня Сен-Пласид, 1720 года.
- Часовня Нотр-Дам-де-Куренн, романская постройка, реставрирована в XIX веке.
- Развалины бывшего приората Сен-Пьер, романская эпоха.
- Оратуар де-ла-Вьерж, кладбище.
- Церковь в Буассе.